# Parteiverbot
Ein Parteiverbot ist das Verbot einer politischen Partei, deren politischer Tätigkeiten und deren Unter- und Nachfolgeorganisationen. Die Konsequenzen daraus sind die Auflösung aller Strukturen, die Einziehung des Parteivermögens und der Mandatsverlust.

## Deutschland

### Geschichte

#### Deutsches Kaiserreich
Im Deutschen Kaiserreich waren mit dem Sozialistengesetz vom 22. Oktober 1878 bis zum 30. September 1890 alle sozialistischen und sozialdemokratischen Organisationen und deren Aktivitäten illegal. Allerdings konnten die Sozialdemokraten weiterhin an Wahlen teilnehmen und gingen letztlich gestärkt aus der Verbotszeit hervor.
Nach § 2 des Reichsvereinsgesetzes von 1908 konnte ein Verein, dessen Zweck den Strafgesetzen zuwiderläuft, aufgelöst werden. Die Vorschrift wurde nicht nur auf Vereine mit wirtschaftlichen, kulturellen oder anderen Zielen, sondern auch auf politische Parteien angewendet, wies jedoch keinen spezifisch verfassungsschützenden Bezug auf.

#### Weimarer Republik
Art. 124 der Weimarer Verfassung gewährleistete zwar die Vereinigungsfreiheit, konnte jedoch gem. Art. 48 Abs. 2 WRV durch Notverordnungen des Reichspräsidenten ganz oder teilweise außer Kraft gesetzt werden (sog. Diktaturgewalt des Reichspräsidenten).
Seit der Republikschutz-Verordnung vom 29. August 1921 konnte der Reichsminister des Innern Vereinigungen verbieten, die zur gewaltsamen Änderung oder Beseitigung der Verfassung oder verfassungsmäßiger Einrichtungen, zu Gewalttaten gegen Vertreter der republikanisch-demokratischen Staatsform oder zum Ungehorsam gegen Gesetze aufreizten oder die verfassungsmäßigen Organe und Einrichtungen des Staates in einer den inneren Frieden gefährdenden Weise verächtlich machten.

##### NSDAP
Erstmals ergingen aufgrund der Republikschutz-Verordnungen vom Juni 1922 zwei NSDAP-Verbote: In Baden am 4. Juli und in Thüringen am 15. Juli. Die Ausgrenzung der Deutschen jüdischen Glaubens, die die Partei propagiere, stand nach Ansicht des Badischen Ministers im Widerspruch zur Weimarer Verfassung, nach der alle Deutschen vor dem Gesetz gleich waren. Der Thüringische Innenminister begründete das Verbot mit dem Vorwurf, die NSDAP sei bestrebt, durch Beschimpfungen den Reichspräsidenten und die republikanischen Regierungen des Reichs und der Länder verächtlich zu machen, um so ihre Autorität auf Dauer zu untergraben. Die Beschwerde gegen das thüringische Verbot wurde durch Beschluss des Staatsgerichtshofs zum Schutze der Republik am 12. Februar 1923 als verfristet zurückgewiesen, die Verbotsverfügung des Badischen Innenministers dagegen vom Staatsgerichtshof zum Schutze der Republik am 15. März 1923 bestätigt. Das Verbot für Baden hob jedoch der Landesminister des Innern am 27. Oktober 1924 mit Blick auf die Reichstagswahl im Dezember 1924 auf. Die Möglichkeit nach diesen Wahlen das Verbot wieder in Kraft zu setzen, behielt sich der Minister ausdrücklich vor. Zu einem erneuten Verbot der NSDAP in Baden kam es aber nicht.
Auf Grundlage des Ersten Republikschutzgesetzes vom 21. Juli 1922 wurde die Partei in Preußen (11. November), Hamburg (25. November), Mecklenburg-Schwerin (30. November) und Schaumburg-Lippe (22. Dezember 1922) verboten. Im Jahr 1923 folgten Bremen, Sachsen, Hessen, Lippe-Detmold, Braunschweig und Oldenburg. In der NSDAP fänden Erörterungen statt und würden Bestrebungen verfolgt, die den Tatbestand einer Herabwürdigung der Republik erfüllten. Die NSDAP habe auch wiederholt die Republik („saumäßige Schieberrepublik“) und die Reichstagsabgeordneten unmittelbar beschimpft („weg mit den Berliner Judenknechten ...“). Die NSDAP sei „eine staatsfeindliche und illegal bewaffnete Verbindung, die es sich zum Ziel gesetzt habe, die verfassungsmäßig festgestellte republikanische Staatsform zu untergraben“. Der Preußische Minister des Innern erließ zudem am 10. Januar 1923 eine Verbots- und Auflösungsverfügung gegen die Großdeutsche Arbeiterpartei als einer Ersatzorganisation der NSDAP sowie am 5. Februar 1923 gegen die Lesegesellschaft des Völkischen Beobachters und am 5. September 1923  gegen die Nationalsozialistische Partei Groß-Deutschlands. Sämtliche Beschwerden wurden von dem Staatsgerichtshof zum Schutz der Republik zurückgewiesen. Das Gericht sah die NSDAP nach ihrer Satzung, dem als Parteizeitschrift zu betrachtenden Völkischen Beobachter, den von der NSDAP ausgegebenen Flugblättern und Äußerungen durch führende Repräsentanten der NSDAP vor allem durch ihre straffe Organisation und Führung sowie ihre beiden Hauptziele einer Entrechtung der deutschen Juden und einer Bekämpfung des parlamentarischen Systems geprägt.
Die NSDAP wurde infolge des Hitlerputsches am 9. November 1923 durch Gustav von Kahr aufgrund der Bayerischen Verordnung zur Aufrechterhaltung der öffentlichen Sicherheit und Ordnung vom 26. September 1923 in Bayern verboten. Der Chef der Heeresleitung Hans von Seeckt schloss sich den in Bayern verhängten Verbotsmaßnahmen an, indem er gestützt auf die Reichsverordnung vom 26. September 1923 durch Verordnung vom 23. November 1923 die NSDAP im gesamten Reich verbot, sie auflöste und ihr Vermögen einzog. Nach Adolf Hitlers Haftentlassung und Aufhebung des Ausnahmezustands wurde die Partei jedoch am 27. Februar 1925 im Münchner Bürgerbräukeller neu gegründet. Das von Seeckt ausgesprochenen Parteiverbote hatte bereits am 1. März 1924 geendet. Allerdings bestand in Bayern ein Redeverbot für Hitler, das vom 9. März 1925 bis zum 5. März 1927 galt.
Bis zum 8. Mai 1925 wurde auch alle Verbote außerhalb Bayern sukzessive wieder aufgehoben.
Obwohl die NSDAP nach Auffassung der Behörden eine staatsfeindliche Verbindung im Sinne des § 129 StGB darstellte, „... die die Bestrebung verfolgt, die verfassungsmäßig festgestellte republikanische Staatsform zu untergraben ...“, ergingen bis zur Machtergreifung im Hinblick auf den großen Zulauf und zunehmende Wahlerfolge auf Reichsebene keine weiteren Auflösungsverfügungen.

##### Andere Parteien an den Rändern des Parteienspektrums
Auch die Deutschvölkische Freiheitspartei war von dem Verbot betroffen; Ende Februar 1924 wurde es wieder aufgehoben.
Am 1. Juli 1922 verfügte der Oberpräsident der Provinz Niederschlesien zudem das Verbot und die Auflösung der Deutschsozialen Partei (DSP) mit ihren sämtlichen in Niederschlesien bestehenden Ortsgruppen. Der Staatsgerichtshof zum Schutze der Republik hob die Verfügung am 20. April 1923 wieder auf.
Die KPD wurde aufgrund ihrer Planung eines bewaffneten Umsturzversuchs (Deutscher Oktober) am 23. November 1923 (bis 28. Februar 1924) verboten.
Infolge der rasch zunehmenden Gefahren für den Staatsbestand, die von den radikalen politischen Organisationen ausgingen, gab es eine weitere Sondergesetzgebung für die besonders staatsgefährlichen Vereinigungen, zunächst im Zweiten Republikschutzgesetz 1930 und dann in weiteren Notverordnungen des Reichspräsidenten, besonders der Verordnung zur Erhaltung des inneren Friedens vom 19. Dezember 1932. Auf der Grundlage des Zweiten Republikschutzgesetzes wurde jedoch keine politische Partei
aufgelöst. Am 21. Dezember 1932 wurde es aufgehoben.
Sofern der Zweck eines Vereins den Strafgesetzen gegen Hoch- und Landesverrat oder denen zum Schutz der öffentlichen Ordnung zuwiderlief, waren für seine Auflösung nach dem Reichsvereinsgesetz die obersten Landesbehörden zuständig.

#### Nationalsozialismus
Nach der Machtübernahme durch die Nationalsozialisten (siehe NS-Staat) wurde die SPD am 22. Juni 1933 zur „volks- und staatsfeindlichen Organisation“ erklärt und damit verboten, mit dem Gesetz gegen die Neubildung von Parteien waren ab dem 16. Juli 1933 auch alle übrigen Parteien neben der NSDAP untersagt.

#### Nachkriegszeit
Im Nachkriegsdeutschland wurde am 10. Oktober 1945 die NSDAP mit allen Gliederungen und angeschlossenen Verbänden durch das Kontrollratsgesetz Nr. 2 des Alliierten Kontrollrates verboten. Die Partei wurde in den Nürnberger Prozessen 1946 zur „verbrecherischen Organisation“ erklärt.

#### Deutsche Demokratische Republik
Die Deutsche Demokratische Republik war nach ihrer Verfassung von 1968 „die politische Organisation der Werktätigen in Stadt und Land, die gemeinsam unter Führung der Arbeiterklasse und ihrer marxistisch-leninistischen Partei den Sozialismus verwirklichen.“ Im ostdeutschen Parteiwesen gab es keine förmlichen Verbote. Die Sozialistische Einheitspartei Deutschlands (SED) wurde jedoch als führende Partei, später Staatspartei institutionalisiert, die anderen Parteien als Blockparteien im Demokratischen Block gleichgeschaltet.

#### Bundesrepublik Deutschland
Auch wenn es zwei weitere entsprechende Eröffnungsanträge gegeben hat (beide Male gegen die NPD), sind durch das Bundesverfassungsgericht (BVerfG) in der Bundesrepublik Deutschland bisher erst zwei Parteienverbote ausgesprochen worden: gegen die SRP, eine Nachfolgeorganisation der NSDAP, am 23. Oktober 1952 und die KPD am 17. August 1956 (siehe KPD-Verbot).
Daneben gab es drei weitere Verfahren: Die Verfahren gegen die Freiheitliche Deutsche Arbeiterpartei (FAP) und die auf den Hamburger Raum beschränkte Nationale Liste (NL) scheiterten daran, dass das Bundesverfassungsgericht der FAP und der NL die Parteieigenschaft absprach. Die Verbote erfolgten daraufhin nach den vereinsrechtlichen Regelungen durch den jeweils zuständigen Innenminister.
Das NPD-Verbotsverfahren, das 2001 gemeinschaftlich von Bundestag, Bundesrat und Bundesregierung (Kabinett Schröder I) eingeleitet wurde, wurde vom Bundesverfassungsgericht am 18. März 2003 aus Verfahrensgründen eingestellt, weil V-Leute des Verfassungsschutzes auch in der Führungsebene der Partei tätig waren. Die Frage, ob die NPD damals eine verfassungswidrige Partei war, wurde nicht geprüft.
Im Dezember 2013 beantragte der Bundesrat erneut ein Verbot der NPD beim Bundesverfassungsgericht. Diesmal beteiligten sich Bundesregierung (Kabinett Merkel II) und Bundestag allerdings nicht. Vor dem Bundesverfassungsgericht wurde vom 1. bis 3. März 2016 über die Frage der Verfassungswidrigkeit der NPD verhandelt. Bei der Urteilsverkündung am 17. Januar 2017 konnte das Gericht in der Frage der Verfassungswidrigkeit der NPD keine „Anhaltspunkte für eine erfolgreiche Durchsetzung ihrer verfassungsfeindlichen Ziele“ feststellen. „Es fehlen hinreichende Anhaltspunkte von Gewicht, die eine Durchsetzung der von ihr verfolgten verfassungsfeindlichen Ziele möglich erscheinen lassen. Weder steht eine erfolgreiche Durchsetzung dieser Ziele im Rahmen der Beteiligung am Prozess der politischen Willensbildung in Aussicht (a), noch ist der Versuch einer Erreichung dieser Ziele durch eine der Antragsgegnerin zurechenbare Beeinträchtigung der Freiheit der politischen Willensbildung in hinreichendem Umfang feststellbar (b)“, schreibt das Bundesverfassungsgericht in der Urteilsbegründung. So wurde die Partei nicht verboten, aber ihre Verfassungsfeindlichkeit festgehalten. In der Folge änderte der Gesetzgeber das Grundgesetz so, dass ein Verfahren besteht, um verfassungsfeindliche Parteien von der Parteienfinanzierung auszuschließen, ohne sie zu verbieten (Artikel 21 Abs. 3 und 4 GG). Das Bundesverfassungsgericht entzog der zwischenzeitlich in Die Heimat umbenannten Partei auf Antrag des Deutschen Bundestages, des Bundesrates und der Bundesregierung im Januar 2024 für sechs Jahre die Teilnahme an der staatlichen Parteienfinanzierung.

### Verfassungswidrigkeit von Parteien
Art. 21 GG stattet die politischen Parteien wegen ihrer Sonderstellung im Verfassungsleben mit einer erhöhten Schutz- und Bestandsgarantie (dem sogenannten Parteienprivileg) aus. Diese findet vor allem ihren Ausdruck darin, dass die politischen Parteien im Gegensatz zu anderen politischen Vereinigungen nicht nach dem Vereinsgesetz durch eine Behörde verboten, sondern nur durch das Bundesverfassungsgericht für verfassungswidrig erklärt werden können.
In Deutschland dient das verfassungsgerichtliche Verfahren gemäß Art. 21 Abs. 2 Grundgesetz (GG) dem präventiven Schutz der freiheitlichen demokratischen Grundordnung, eines der tragenden Fundamente des Staatswesens. Im Strafprozess wegen politisch motivierter Kriminalität geht es dagegen um die Feststellung schuldhaften und strafbaren individuellen Verhaltens und um die Durchsetzung des staatlichen Strafanspruchs, also primär um repressiven staatlichen Rechtsgüterschutz.

### Rechtsgrundlagen
Politische Parteien stellen das tragende Element der parlamentarischen Arbeit dar und sind maßgeblich an der politischen Willensbildung in der Demokratie beteiligt. Aus diesen und vor allem auch aus historischen Gründen ist ein Parteiverbot ein politisch sensibles Thema und wird zum Teil als widersprüchlich zur Demokratie angesehen.
Das Parteiverbot ist ein Werkzeug einer wehrhaften Demokratie und stellt laut Bundesverfassungsgericht von 2017 die „schärfste und überdies zweischneidige Waffe des demokratischen Rechtsstaats“ dar. Es betrifft „nur solche Parteien, deren chancengleiche Beteiligung an der politischen Willensbildung nicht Teil des grundgesetzlichen Demokratiekonzepts im Sinne des Art. 20 Abs. 1 und 2 GG ist.“
Aufgrund der mit einem Verbot verbundenen Intensität des Eingriffs und um einem (politischen) Missbrauch vorzubeugen, ist in der Bundesrepublik ausschließlich das Bundesverfassungsgericht berechtigt, in dem in Art. 21 Abs. 2 GG i. V. m. § 13 Nr. 2, §§ 43 ff. Bundesverfassungsgerichtsgesetz (BVerfGG) geregelten Verfahren die Verfassungswidrigkeit einer Partei festzustellen, ihre Auflösung anzuordnen, die Bildung oder Fortsetzung von Ersatzorganisationen zu verbieten und ihr Vermögen einzuziehen.
Das Urteil als solches und auch alle sonstigen der Antragsgegnerin, d. h. der betreffenden Partei, nachteiligen Entscheidungen bedürfen einer Mehrheit von zwei Dritteln der Mitglieder des Senats (§ 15 Abs. 4 BVerfGG). Zuständig für Parteiverbotsverfahren ist beim Bundesverfassungsgericht der zweite Senat (§ 14 Abs. 2 BVerfGG).

### Antragsberechtigte
Antragsberechtigt sind gemäß § 43 Abs. 1 BVerfGG nur folgende Verfassungsorgane:
- der Deutsche Bundestag
- der Bundesrat
- die Bundesregierung

Beschränkt sich die Organisation einer Partei auf ein Bundesland, so kann nach § 43 Abs. 2 BVerfGG auch die Landesregierung dieses Landes den Antrag stellen.

### Voraussetzungen
Soweit ein Antrag vorliegt, ergeben sich die Voraussetzungen für ein Parteiverbot aus dem Wortlaut des Art. 21 Abs. 2 Grundgesetz
In der Literatur wird eine restriktive Auslegung der einzelnen Tatbestandsmerkmale des Art. 21 Abs. 2 GG gefordert. Dies postuliert nun auch das BVerfG im NPD-Urteil: „Bei der Auslegung von Art.  21 Abs.  2 GG ist den verfassungsrechtlichen Grundentscheidungen für die Offenheit des Prozesses der politischen Willensbildung, die Meinungsfreiheit (Art. 5 Abs.  1 GG) und die Parteienfreiheit (Art.  21 Abs.  1 GG) und dem sich daraus ergebenden Ausnahmecharakter der Norm Rechnung zu tragen.“

#### Freiheitliche demokratische Grundordnung beeinträchtigen oder beseitigen
Das Bundesverfassungsgericht orientiert sich bei einem Parteiverbot zusätzlich an dem Kriterium des Europäischen Gerichtshofes für Menschenrechte, wonach ein „dringendes soziales Bedürfnis“ Voraussetzung ist. Das Bundesverfassungsgericht begrenzte im NPD-Urteil von 2017 die freiheitliche demokratische Grundordnung im Sinne des Parteiverbotes auf die drei Grundprinzipien der Würde des Menschen, des Demokratieprinzips und des Rechtsstaatsgebotes. „Die Garantie der Menschenwürde umfasst insbesondere die Wahrung personaler Individualität, Identität und Integrität sowie die elementare Rechtsgleichheit“. Als Kern des Demokratieprinzips sieht das Bundesverfassungsgericht die „Möglichkeit gleichberechtigter Teilnahme aller Bürgerinnen und Bürger am Prozess der politischen Willensbildung und die Rückbindung der Ausübung der Staatsgewalt an das Volk“. Zum Rechtsstaatsprinzip in diesem Sinne zählt das Bundesverfassungsgericht die Rechtsbindung der öffentlichen Gewalt, die Kontrolle dieser Bindung durch unabhängige Gerichte und das staatliche Gewaltmonopol. Nicht zur geschützten freiheitlich demokratischen Grundordnung zählte das Bundesverfassungsgericht das Republik- und das Bundesstaats-Prinzip, „da auch konstitutionelle Monarchien und Zentralstaaten dem Leitbild einer freiheitlichen Demokratie entsprechen können“. Weitere Kriterien enthalten die „Guidelines on prohibition“ der Venedig-Kommission des Europarates.
Zudem muss die Partei darauf ausgehen, die freiheitliche demokratische Grundordnung zu beeinträchtigen oder zu beseitigen. Beseitigen meint „die Abschaffung zumindest eines der Wesenselemente der freiheitlichen demokratischen Grundordnung oder deren Ersetzung durch eine andere Verfassungsordnung oder ein anderes Regierungssystem“. Von einem Beeinträchtigen ist nach dem Bundesverfassungsgericht auszugehen, „wenn eine Partei nach ihrem politischen Konzept mit hinreichender Intensität eine spürbare Gefährdung der freiheitlichen demokratischen Grundordnung bewirkt“. Bloße verfassungsfeindliche Forderungen reichen nicht aus.

#### Bestand der Bundesrepublik Deutschland gefährden
Alternative Voraussetzung ist, dass die Partei darauf aus ist, den Bestand der Bundesrepublik Deutschland zu gefährden.
Bestand der Bundesrepublik Deutschland meint dabei die territoriale Integrität Deutschlands. Dagegen wenden sich beispielsweise solche Parteien, die separatistische Ziele verfolgen oder einzelne Bundesländer aus der Bundesrepublik herauslösen wollen. Für eine Gefährdung in diesem Sinne ist keine konkrete Gefahr im polizeirechtlichen Sinne erforderlich, somit keine hinreichende Wahrscheinlichkeit des Schadenseintritts.

#### „darauf ausgehen“
Über den Wortlaut des Art. 21 Abs. 2 GG hinaus forderte das Bundesverfassungsgericht zunächst, dass neben einer verfassungsfeindlichen Einstellung auch ein aggressiv-kämpferisches Vorgehen gegen die bestehende Ordnung hinzukommen müsse. Das Bundesverfassungsgericht fasste dies in seinem Urteil zum KPD-Verbotsverfahren von 1956 so zusammen:

„Eine Partei ist nicht schon dann verfassungswidrig, wenn sie die obersten Prinzipien einer freiheitlichen demokratischen Grundordnung […] nicht anerkennt; es muß vielmehr eine aktiv kämpferische, aggressive Haltung gegenüber der bestehenden Ordnung hinzukommen.“

Im zweiten NPD-Verbotsverfahren hat das Bundesverfassungsgericht diese Formel weiterentwickelt, indem es aus dem Tatbestandsmerkmal des „Darauf Ausgehens“ abgeleitet hat, dies setze ein planvolles Handeln voraus, das im Sinne einer qualifizierten Vorbereitungshandlung auf die Beeinträchtigung oder Beseitigung der freiheitlichen demokratischen Grundordnung oder auf die Gefährdung des Bestandes der Bundesrepublik Deutschland gerichtet ist.
Darüber hinaus kann ein „Darauf Ausgehen“ nach dem NPD-Urteil von 2017 nur angenommen werden, „wenn konkrete Anhaltspunkte von Gewicht vorliegen, die es zumindest möglich erscheinen lassen, dass das gegen die Schutzgüter des Art. 21 Abs. 2 GG gerichtete Handeln einer Partei erfolgreich sein kann (Potentialität)“.  Nicht erforderlich ist dabei allerdings eine konkrete Gefahr für die Schutzgüter des Art. 21 Abs. 2 GG.

### Verfahren
Eine weitere Voraussetzung für ein erfolgreiches Parteiverbot ist schließlich, dass dieses in einem rechtsstaatlichen Verfahren zustande kommen muss. So wurde das erste NPD-Verbotsverfahren 2003 eingestellt, weil nach Ansicht dreier Verfassungsrichter aufgrund des Einsatzes zahlreicher V-Leute ein Verfahrenshindernis bestand. Aufgrund der dadurch bedingten „fehlenden Staatsferne“ der Partei könne ein rechtsstaatliches Verfahren nicht gewährleistet werden. Das Bundesverfassungsgericht führt in diesem Zusammenhang aus:

„Die Beobachtung einer politischen Partei durch V-Leute staatlicher Behörden, die als Mitglieder des Bundesvorstands oder eines Landesvorstands fungieren, unmittelbar vor und während der Durchführung eines Verfahrens vor dem Bundesverfassungsgericht zur Feststellung der Verfassungswidrigkeit der Partei ist in der Regel unvereinbar mit den Anforderungen an ein rechtsstaatliches Verfahren, die sich aus Art. 21 Abs. 1 und Abs. 2 GG i. V. m. dem Rechtsstaatsprinzip, Art. 20 Abs. 3 GG, ergeben.“

### Hinreichende Antragsbegründung
Quellen bzw. Belege für die Tatbestandsmerkmale können sowohl öffentlicher als auch nicht-öffentlicher Natur sein. Zu öffentlichen Quellen zählen etwa eigene Publikationen der Partei, Interviews, Großveranstaltungen und Demonstrationen, unter Umständen auch Urteile und polizeiliche Ermittlungen. Nicht-öffentliche Quellen bzw. Belege können grundsätzlich auch mit nachrichtendienstlichen Mitteln gewonnen werden. Insofern ist zu unterscheiden zwischen einerseits der Entstehung und andererseits der Gewinnung von Beweismitteln. Nach dem Bundesverfassungsgericht ist es mit dem rechtsstaatlichen Gebot strikter Staatsfreiheit nicht zu vereinbaren, wenn die Begründung eines Verbotsantrags auf Beweismaterialien gestützt wird, deren Entstehung zumindest teilweise auf das Wirken von V-Leuten oder Verdeckten Ermittlern zurückzuführen ist oder deren Inhalt in sonstiger entsprechender Weise staatlich beeinflusst wurde (sog. „Quellenfreiheit“). Die das Beweismaterial bildenden Äußerungen und Verhaltensweisen müssen Gegenstand eigenständiger, staatlich unbeeinflusster Willensbildung oder Überzeugung der jeweiligen Funktionäre, Mitglieder oder Anhänger der Partei sein. Somit führt der Einsatz heimlicher nachrichtendienstlicher Mittel, bei denen eine Beeinflussung  ausgeschlossen ist (etwa eine Abhörmaßnahme), grundsätzlich nicht zur Unverwertbarkeit des gewonnenen Materials. Eine Grenze erfährt der Einsatz solcher Mittel erst mit Beginn eines Verbotsverfahrens. Eine Beobachtung der Partei – auch unter Rückgriff auf die Instrumente heimlicher Informationsbeschaffung gemäß § 8 Abs. 2 Bundesverfassungsschutzgesetz – ist in einem laufenden Verbotsverfahren nur zulässig sein, wenn sie auf einer gesetzlichen Grundlage beruht, zum Schutz der freiheitlichen demokratischen Grundordnung erfolgt und dem Grundsatz der Verhältnismäßigkeit Rechnung trägt sowie die rechtsstaatlichen Gebote der Staatsfreiheit und des fairen Verfahrens nicht außer Acht lässt, was insbesondere Vorkehrungen zur Verhinderung einer Ausspähung der Prozessstrategie oder einer Verwertung zufällig erlangter Kenntnisse über die Prozessstrategie zu Lasten der Partei verlangt.
Im zweiten NPD-Verbotsverfahren hat das Bundesverfassungsgericht daher im Hinblick auf die genannten Voraussetzungen festgestellt: „Selbst wenn die Antragsgegnerin von Abhörmaßnahmen ausländischer Dienste betroffen gewesen wäre, könnte eine Verfahrensrelevanz allenfalls gegeben sein, wenn bei den Maßnahmen Erkenntnisse über die Prozessstrategie angefallen, diese an deutsche Behörden weitergeleitet und dort – entgegen den vorliegenden Weisungen – entgegengenommen und zum Nachteil der Antragsgegnerin verwertet worden wären.“

### Feststellung der Verfassungswidrigkeit und verbundene Entscheidungen
Das Urteil in einem Parteiverbotsverfahren trifft eine Feststellung zur Verfassungswidrigkeit der Partei (§ 46 Abs. 1 BVerfGG). Diese kann auch auf einen rechtlich selbständigen Teil der Partei beschränkt werden (§ 46 Abs. 2 BVerfGG). Dies umfasst auch die Möglichkeit, den Landesverband einer Bundespartei zu verbieten.
Mit der Feststellung der Verfassungswidrigkeit sind im Rechtsfolgenausspruch auch die Auflösung der Partei bzw. selbständigen Teilorganisation sowie das Verbot, Ersatzorganisationen zu schaffen, zu verbinden (§ 46 Abs. 3 Satz 1 BVerfGG). Zudem kann das Bundesverfassungsgericht die Einziehung des Vermögens der Partei bzw. selbständigen Ersatzorganisation aussprechen (§ 46 Abs. 3 Satz 2 BVerfGG).
Nach diesem Tenor erfolgt eine ausführliche Begründung.

### Weitere Rechtsfolgen
Die Gründung von Ersatzorganisationen und die Umwandlung bestehender Organisationen in Ersatzorganisationen ist gemäß § 33 ParteiG verboten. Die Fortführung einer für verfassungswidrig erklärten Partei ist gemäß § 84 StGB strafbar. Zudem greifen ab einem Parteiverbot die Straftatbestände Verbreiten von Propagandamitteln verfassungswidriger und terroristischer Organisationen gemäß § 86 StGB und Verwenden von Kennzeichen verfassungswidriger und terroristischer Organisationen gemäß § 86a StGB.
Abgeordnete verfassungswidriger Parteien oder einer ihrer Teilorganisationen, denen sie angehören, verlieren gem. § 46 Abs. 1 Nr. 5, Abs. 4 BWahlG die Mitgliedschaft im Deutschen Bundestag. Der EGMR hat aber in zwei Fällen entschieden, dass der automatische Mandatsverlust infolge einer Parteiauflösung unverhältnismäßig ist und gegen das Recht auf freie Wahlen verstößt. Ein Teil der rechtswissenschaftlichen Literatur setzt mit Blick auf diese Rechtsprechung des EGMR eine Einzelfallprüfung über das Verhalten der Abgeordneten voraus, die jedoch der Wortlaut des Gesetzes nicht vorsieht.

### Vollstreckung
Die Vollstreckung des Urteils richtet sich nach § 32 ParteiG.

### Außerordentlicher Rechtsbehelf
Eine durch das BVerfG verbotene Partei und deren Mitglieder können gegen das Verbot Individualbeschwerde gem. Art. 34 EMRK beim Europäischen Gerichtshof für Menschenrechte (EGMR) mit der Behauptung einlegen, das Parteiverbot verletze insbesondere Art. 11 EMRK, der Gründung, Bestand und Betätigungen von Parteien schützt.
Während die Verbotsurteile des BVerfG aus den 1950er Jahren auf die abstrakte Gefahr der Verfassungswidrigkeit einer Partei unabhängig von ihrem potenziellen oder tatsächlichen Einfluss abstellten, rechtfertigt aus Sicht des EGMR grundsätzlich erst die konkrete Gefahr einen notwendigen und verhältnismäßigen staatlichen Eingriff in die Parteifreiheit.

## Österreich

### Austrofaschismus
Mangels Handhabe durch das bis 1934 geltende Bundes-Verfassungsgesetz von 1920 wurden Parteien mit Verordnung jeweils mit einem „Betätigungsverbot“ belegt und dabei auf ein Gesetz aus der Monarchie vom 24. Juli 1917 verwiesen, das der (damaligen) Regierung „aus Anlass der durch den Kriegszustand verursachten außerordentlichen Verhältnisse die notwendigen Verfügungen“ ermöglicht – BGBl. 307/1917.
Kurz nach der Gründung der Einheitspartei „Vaterländische Front“ wurde der Kommunistischen Partei mit Bezugnahme auf dieses Gesetz von 1917 per Verordnung vom 26. Mai 1933 jede Betätigung verboten. Die KPÖ wirkte in der Illegalität weiter, jede Zuwiderhandlung wurde gemäß Verordnung mit einer Geldstrafe oder Arrest bis zu sechs Monaten geahndet.
Die bis Anfang 1930 nur marginale NSDAP (Hitlerbewegung) verübte ab der Machtübernahme Hitlers in Deutschland eine Reihe von Anschlägen. Nach gescheiterten Verhandlungen zwischen dem Bundesstaat Österreich und dem NS-Reich im Mai 1933 und der Verhängung der den österreichischen Tourismus schädigenden 1000 Mark Sperre gipfelten diese Anschläge im Juni 1933 in einer „regelrechten Gewaltwelle“. Das Regime Dollfuß reagierte mit einem Verbot der NSDAP und des „Steirischen Heimatschutzes“ (Führung Kammerhofer) per Verordnung vom 20. Juni 1933. Viele Nationalsozialisten flohen ins Ausland (Österreichische Legion), die meisten blieben als Illegale in Österreich und unterwanderten die Verwaltung. Mit dem bilaterale Abkommen vom Juli 1936 (Juliabkommen) mussten 17.000 Nationalsozialisten amnestiert werden, dies gab der Hitlerbewegung erneut großen Aufschwung, das Betätigungsverbot blieb jedoch aufrecht, konnte  aber nicht mehr so strikt durchgeführt werden.
Bei der letzten freien Nationalratswahl im November 1930 erhielt die Sozialdemokratische Arbeiterpartei mit 41,1 % relativ die meisten Stimmen und zog mit 66 Mandataren (von 165) als stärkste Fraktion in den Nationalrat ein. Den Kanzler stellten weiter die Christlichsozialen, die gemeinsam mit rechten Parteien eine Koalition bildeten. Einen Tag nach Beginn der Februarkämpfe 1934 wurde den gewählten Abgeordneten der Sozialdemokratischen Partei per Verordnung (BGBl.78/1934) jede Betätigung und somit auch die Ausübung des Mandats verboten. Das Parlament war bereits durch „Selbstausschaltung“ seit dem 4. März 1933 handlungsunfähig und am 30. April 1934 ließ die Regierung Engelbert Dollfuß durch das Rumpf-Parlament (ohne Sozialdemokraten) die autoritäre Maiverfassung beschließen. Diese „Verfassung“ sah keine Parteien mehr vor.
Als Folge des erzwungenen Berchtesgadener Abkommens vom 12. Februar 1938 wurde die politische Betätigung von Nationalsozialisten wieder zugelassen und alle inhaftierten Nationalsozialisten amnestiert. Zudem mussten Vertrauensleute der Nationalsozialisten in die Regierung aufgenommen werden – so auch der Nationalsozialist Arthur Seyß-Inquart als Innenminister.

### „Land Österreich“, Ostmark
Wenige Tage nach den Einmarsch deutscher Truppen und Polizeiverbände („Anschluss Österreichs“) wurde am 15. März 1938 das am 14. Juli 1933 erlassene reichsdeutsche Gesetz gegen die Neubildung von Parteien, das alle Parteien außer der NSDAP verbot, auch auf das annektierte „Land Österreich“ übertragen.

### Zweite Republik
Mit Kriegsende erließ die provisorische Staatsregierung Renner das „Verfassungsgesetz vom 8. Mai über das Verbot der NSDAP (Verbotsgesetz)“; es wurde am 6. Juni 1945 im Bundesgesetzblatt veröffentlicht. Artikel 1: „Die NSDAP, ihre Wehrverbände (SS, SA, NSKK, NSFK), ihre Gliederungen und angeschlossenen Verbände sowie alle nationalsozialistischen Organisationen und Einrichtungen überhaupt, sind aufgelöst; ihre Neubildung ist verboten.“ Das Verbot gilt derzeit in der Fassung des Verbotsgesetzes 1947. Auf dieser Grundlage wurde der 1967 gegründeten Nationaldemokratischen Partei im Jahre 1988 die Rechtspersönlichkeit als Partei aberkannt, auch der gleichnamige Verein wurde am 21. November 1988 behördlich aufgelöst.

## Schweiz
Der Bundesrat der Schweiz verbot im November 1940 die Kommunistische Partei der Schweiz und ihr nahestehende Organisationen sowie die Nationale Bewegung der Schweiz (NBS). Zur Begründung des Verbotes hieß es, diese extremistischen Parteien strebten die Umgestaltung der staatlichen Ordnung außerhalb der Verfassungsordnung an; beide Verbote wurden am 27. Februar 1945 aufgehoben.

## Spanien
Ein Gericht in Spanien verbot im März 2003 die baskische Batasuna-Partei, die als politischer Arm der ETA angesehen wurde. Das Verbot basierte auf einem Gesetz vom 27. Juni 2002.

## Türkei
Die erste Oppositionspartei nach der Gründung der modernen Türkei, die 1924 gegründete Terakkiperver Cumhuriyet Fırkası, wurde bereits 1925 verboten. 1954 wurde die Millet Partisi als anti-laizistisch verboten. Nach dem Putsch von 1960 wurde die Demokrat Parti verboten. 1971 wurde die Millî Nizam Partisi als islamistisch und anti-laizistisch verboten. Ebenfalls 1971 wurde die Türkiye İşçi Partisi verboten, eine sozialistische Partei, die als erste Partei der Türkei Fragen der Minderheiten, insbesondere der Kurden ansprach.
1993 verbot das türkische Verfassungsgericht die kurdische Halkın Emek Partisi, ihre Abgeordneten wechselten zur Demokrasi Partisi, die 1994 ebenfalls verboten wurde. Die Nachfolgepartei Halkın Demokrasi Partisi (HADEP) wurde 2003 verboten. Am 14. Dezember 2010 entschied der Europäische Gerichtshof für Menschenrechte, dass der Verbot der HADEP gegen die in Artikel 11 der Europäischen Konvention für Menschenrechte gewährte Organisationsfreiheit verstoßen habe. 2009 wurde die 2005 im Zuge der zeitweiligen Liberalisierung als Interessenvertretung der Kurden gegründete Demokratik Toplum Partisi als Tarnorganisation der PKK verboten.
1998 verbot das türkische Verfassungsgericht die türkische Wohlfahrtspartei. Der Europäische Gerichtshof für Menschenrechte akzeptierte dieses Verbot. Die als Ersatz gegründete Fazilet Partisi wurde 2001 verboten.